# Richard Powers

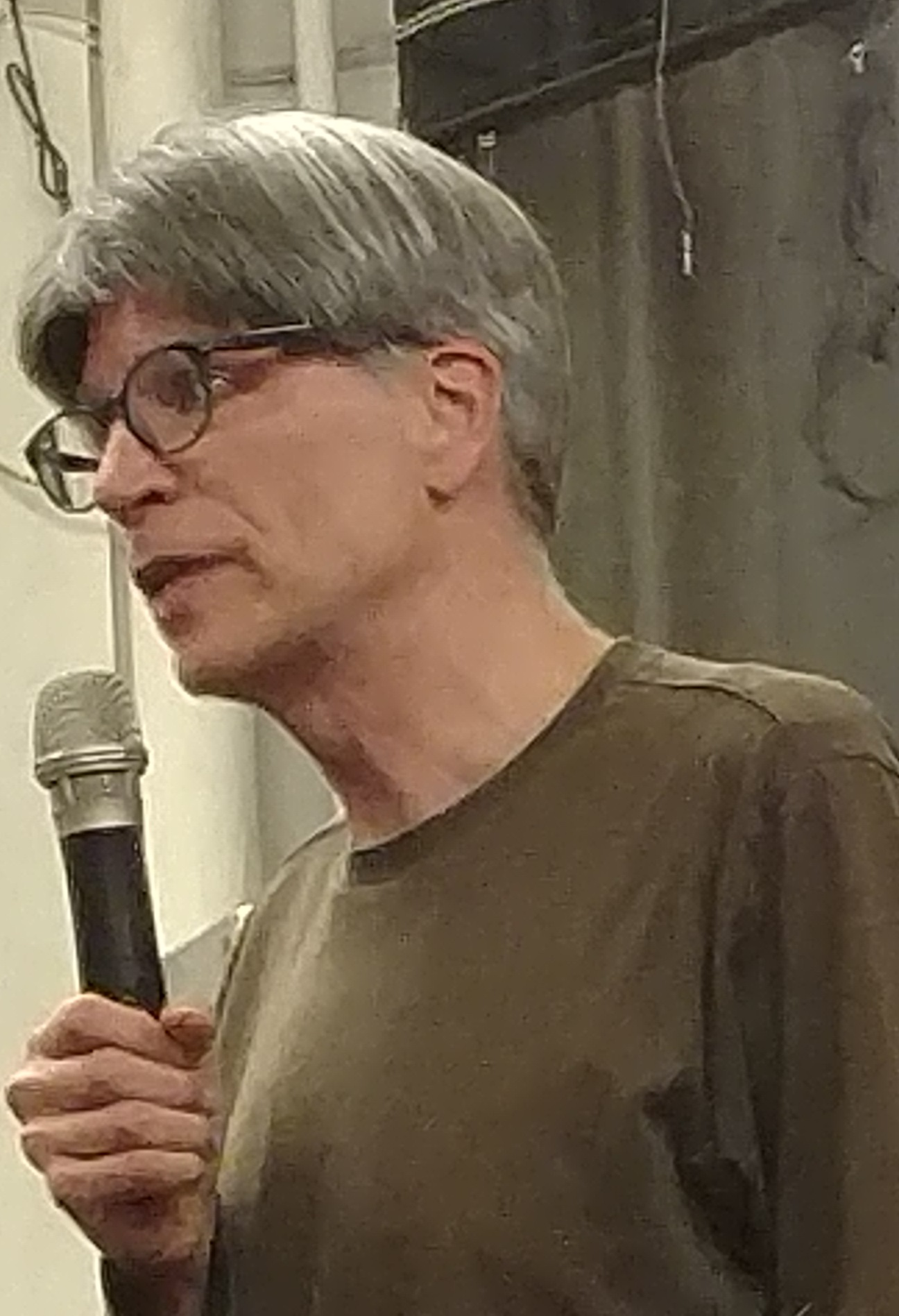
Richard Powers

Richard Powers (Evanston, 18 juni 1957) is een Amerikaans schrijver.  Hij staat erom bekend dat hij veel muzikale kennis, alsook wetenschappelijk georiënteerde elementen in zijn romans opneemt. In de jaren 80 leefde en werkte hij enige tijd in Nederland; daar schreef hij Prisoner's Dilemma en The Gold Bug Variations.
Powers heeft talrijke prijzen gekregen, waaronder een MacArthur Fellowship, de Lannan Literary Award, de James Fenimore Cooper Prijs en de John Dos Passos Prize; voor De echomaker kreeg hij de National Book Award.